# Fonometro
Il fonometro è un misuratore del livello di pressione acustica.

## Funzionamento
La pressione sonora viene tradotta in un corrispondente segnale elettrico, a sua volta pesato, quasi sempre, con un particolare filtro di ponderazione indicato con la lettera A ed ispirato alla curva isofonica di 40 phon dell'audiogramma normalizzato di Fletcher-Munson. Viene misurato il valore efficace della fluttuazione della pressione sonora, che viene visualizzato mediante una speciale scala logaritmica (scala dei dB, o decibel), al fine di emulare la risposta logaritmica agli stimoli sonori tipica del sistema uditivo umano. 
Si ricava così un valore espresso in dB(A). Le altre scale di ponderazione possono essere di tipo C (utilizzata per la misura del valore di picco massimo in ambiente di lavoro molto rumoroso), e di tipo Z (lineare, ovvero nessuna ponderazione). 
In passato si usavano anche le ponderazioni B (per livelli sonori intermedi) e D (per rumore aeroportuale), ma ormai esse sono divenute obsolete ed i moderni fonometri non le rendono nemmeno più disponibili.
È quindi uno strumento elettronico che reagisce al suono in maniera simile a quella dell'orecchio umano.
Si sottolinea che il fonometro fornisce il livello della pressione sonora efficace mediato "esponenzialmente" nel tempo, con una legge esponenziale (che dà dunque massimo peso agli eventi appena accaduti, e "dimentica" progressivamente gli eventi più antichi) caratterizzata da una ben definita costante di tempo, e indicata con nomi convenzionali: SLOW (1000 ms), FAST (125 ms), IMPULSE (35 ms in salita, 1.5 s in discesa). Si deve porre quindi attenzione alla scelta di tale costante di tempo, soprattutto perché si deve determinare il livello istantaneo massimo di un evento sonoro (ad es. Lmax, slow).
Il fonometro è inoltre in grado di misurare e memorizzare il valore istantaneo massimo della forma d'onda del segnale di pressione sonora, detto Livello di picco massimo (max peak).
Il fonometro può essere dotato di un banco di filtri (a bande di ottava o di terzi di ottava) che consentono la misurazione dello spettro sonoro di un rumore e l'individuazione di eventuali componenti tonali, cioè di frequenze alle quali il rumore è particolarmente intenso rispetto alle frequenze adiacenti.

## Caratteristiche
Il fonometro è solitamente dotato di un dispositivo integratore. Il fonometro integratore permette di calcolare il livello Leq, ossia l'integrale della pressione sonora al quadrato in un determinato tempo, diviso per il tempo stesso, ovvero l'energia sonora complessiva. Questa quantità viene detta livello sonoro continuo equivalente, e rappresenta il livello sonoro che un rumore costante dovrebbe avere per eguagliare la quantità di energia acustica fornita dal rumore reale, fluttuante nel tempo.
Il fonometro è costituito da vari dispositivi: il trasduttore, che, se il mezzo di propagazione è l'aria, è il microfono; l'amplificatore, che serve per amplificare i livelli sonori, specialmente quelli bassi, il circuito di pesatura o il banco di filtri, il dispositivo integratore, e l'apparecchiatura esterna, che consente di leggere le misure direttamente sul display ed eventualmente di memorizzarle.
Il microfono, la cui sensibilità si misura in millivolt/Pascal, non deve essere sensibile all'umidità, al vento, a campi elettrici o magnetici esterni, a variazioni di pressione e temperatura. Le sue dimensioni ideali devono essere piccole rispetto alla più piccola lunghezza d'onda dell'onda sonora, onde garantire una ragionevole omnidirezionalità di tutto lo spettro dei suoni udibili.
Lo schema generale di funzionamento può essere visto come formato da due blocchi bene distinti:
- all'inizio della catena è presente un trasduttore che permette la trasformazione delle variazioni di pressione dovute all'onda acustica in corrispondenti grandezze elettriche;
- il segnale acustico, dopo essere stato convertito in tensione, entra nel vero e proprio blocco di misura dove è opportunamente elaborato e visualizzato.

Lo strumento risulta così un particolare voltmetro elettronico, in quanto quella che viene misurata non è più una pressione acustica ma una tensione elettrica, proporzionale ala pressione secondo la sensibilità del microfono.
Nella sua configurazione di base un fonometro è composto, schematicamente, di:
- microfono (a condensatore o elettrete);
- preamplificatore, con la funzione di adattare l'elevata impedenza di uscita del microfono ai componenti del circuito che seguono;
- attenuatore/amplificatore, tarato solitamente a passi di 10 dB, che consente di scegliere il fondo scala di misura adatto;
- reti di ponderazione in frequenza: A, C, Z (lineare), eventuale banco di filtri d'ottava o di terzo d'ottava;
- circuito di rilevazione del valore efficace (RMS), con le costanti di tempo "slow", "fast" e "impulse", e del valore di picco "max peak";
- eventuale dispositivo integratore
- strumento indicatore a lettura analogica o digitale, con eventuale possibilità di memorizzazione;
- uscite elettriche analogiche e digitali per il collegamento a registratori o computer.

## Regolamentazione legislativa

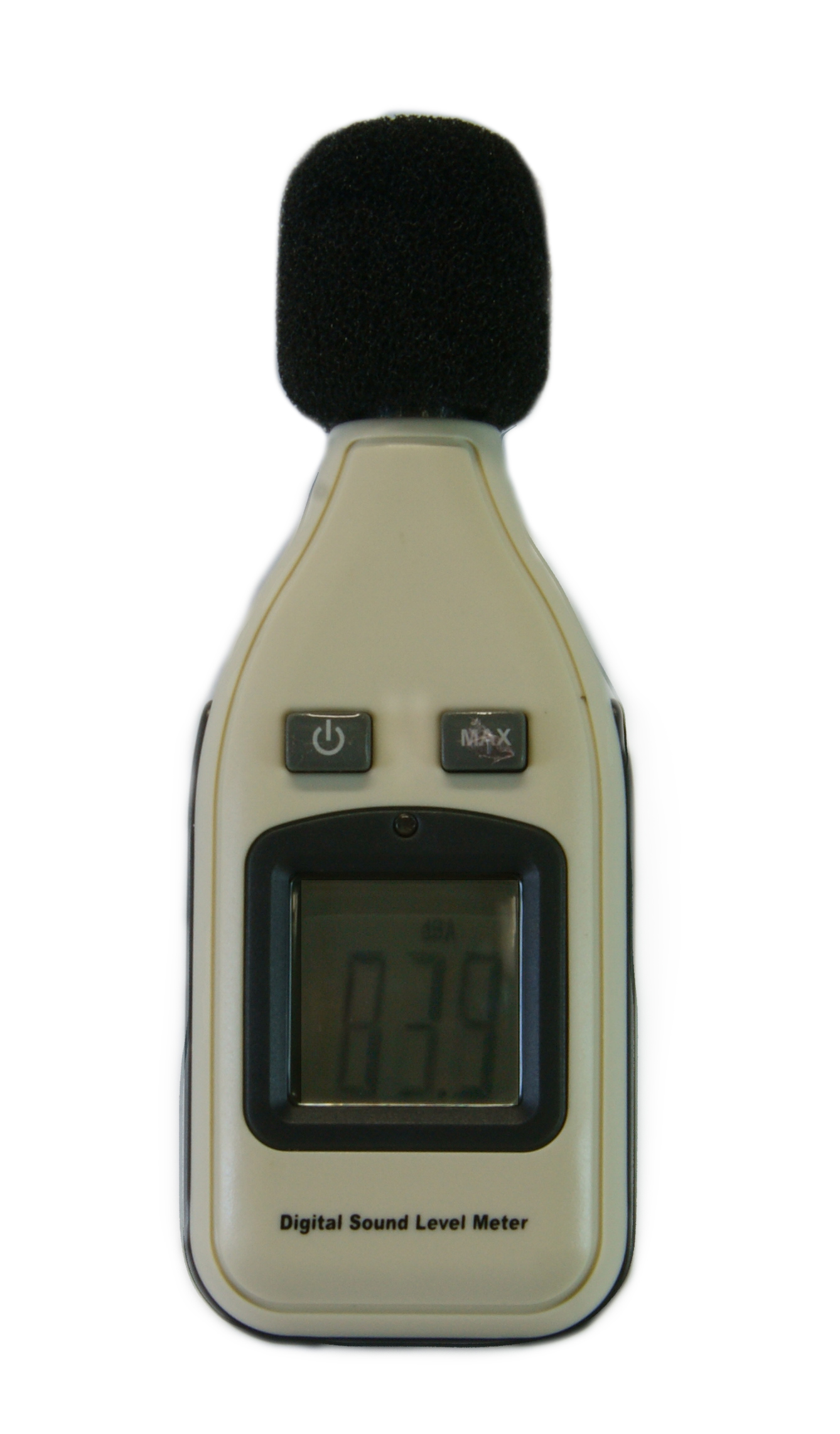
Fonometro (2011)

Le prestazioni dei fonometri devono rispettare gli standard internazionali, in particolare per quello che riguarda le costanti di tempo, le curve di ponderazione in frequenza, le caratteristiche direzionali del microfono.
La norma CEI EN 61672 (2003) "Elettroacustica - Misuratori del livello sonoro - Parti 1,2,3" prevede 4 classi di strumenti a cui corrispondono quattro livelli di precisione via via decrescenti:
- classe 0 - fonometri da laboratorio di riferimento
- classe 1 - fonometro per misure da laboratorio o sul campo in condizioni acustiche definite
- classe 2 - fonometro per uso generale per misure sul campo
- classe 3 - fonometro per indagini sul campo di carattere preliminare e per verificare se eventuali limiti stabiliti vengano significativamente violati.

Va precisato che la vigente legislazione italiana di controllo dell'inquinamento acustico prescrive l'utilizzo di fonometri integratori di classe 1.
I fonometri di classe 1 utilizzati per misurazioni di validità legale, devono essere sottoposti assieme all'intera catena di misura (preamplificatore, microfono, banchi di filtri, calibratore) a taratura periodica biennale obbligatoria da parte di enti accreditati dallo Stato, al fine di validarne il corretto funzionamento; gli estremi dei certificati di taratura devono essere riportati sulle perizie fonometriche.